# Roggemoeder

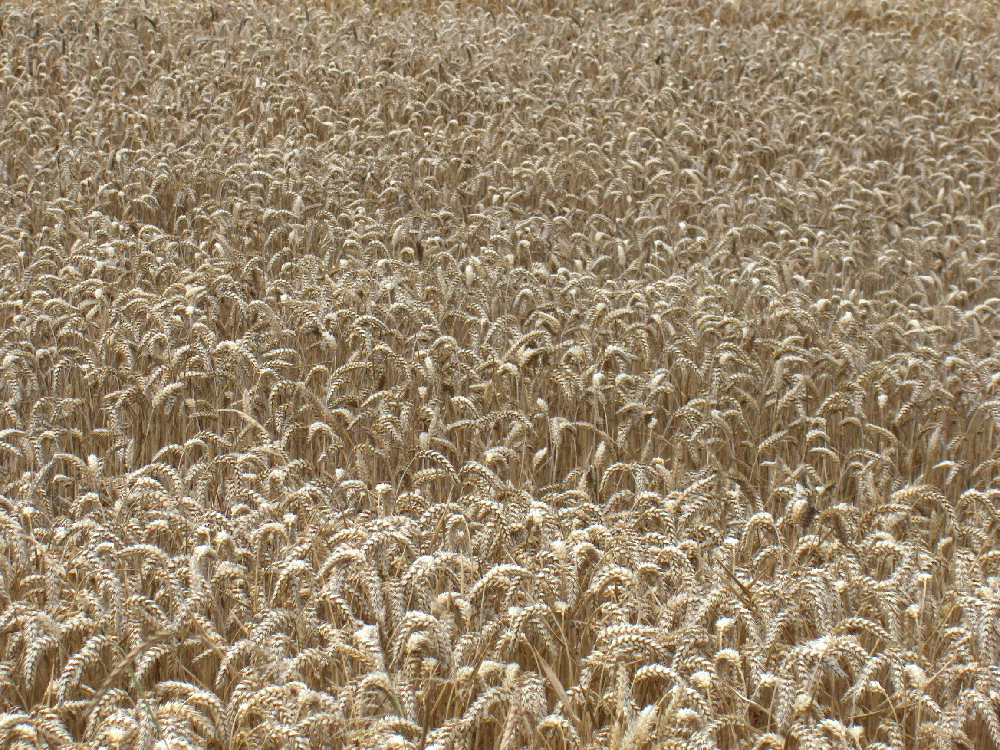
Korenveld

De roggemoeder of korenmoeder is een kinderschrik en geest waarvan het volksgeloof zegt dat deze in een veld rogge, of in een ander soort graan woont.
Kinderen werden gewaarschuwd niet in het veld te gaan, omdat de roggemoeder hen zou pakken en meenemen. Wie goed kijkt ziet in een korenveld wel een plek waar de halmen zich anders bewegen dan je zou verwachten. Dat komt volgens het volksgeloof niet door de wind, maar door de roggemoeder. De roggemoeder wordt in verband gebracht met de middagheks, maar ook met de Cailleach en de graanpoppen.
Het verhaal is bedacht om kinderen ervan te weerhouden het koren in te lopen om daar te spelen. Toch was het geloof in haar aanwezigheid bij volwassenen groot. De roggemoeder pakte immers weleens een aar beet, zodat de korrels zwart en giftig werden. Dat soort korrels noemt men moederkoorn.  